# Altaji járás

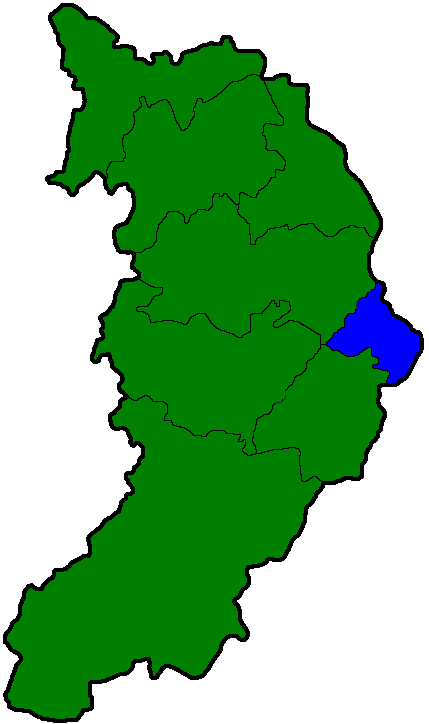
Az Altaji járás Hakaszföldön

Az Altaji járás (oroszul Алтайский район, hakaszul Алтай аймағы) Oroszország egyik járása Hakaszföldön. Székhelye Belij Jar.

## Népesség
- 2002-ben 23 894 lakosa volt, melyből 83,6% orosz, 7,2% hakasz, 2,1% csuvas, 1,4% német.
- 2010-ben 25 561 lakosa volt.